# Diego Della Valle
Diego Della Valle, né le 30 décembre 1953 à Sant'Elpidio a Mare, est un chef d'entreprise italien, PDG de Tod's, et un dirigeant sportif.

## Biographie

### Entrepreneur
Il descend d'une famille de la région pauvre des Marches. Son grand-père ouvre une cordonnerie en 1920 et son père une usine en 1940, qui devient celle de la marque Tod's en 1978. En 198, Diego Dela Valle interrompt ses études de droit à Bologne et succède à son père à la tête de l'entreprise, alors que son frère cadet, Andrea, est vice-président et directeur général du groupe. Au total, la famille détient 57,6 % de Tod's en 2013.
Au cours de ses voyages, il s'est inspiré du style « casual chic » de la côte Est des États-Unis pour l'esprit de sa marque, ainsi que d'un voyage au Portugal pour concevoir, en 1978, le Gommino, un mocassin souple à picots (originellement des chaussures pour la conduite automobile), popularisé par les Kennedy, Audrey Hepburn, Giovanni Agnelli ou encore Steve McQueen et porté rapidement par des célébrités en vacances en Sardaigne ou à Saint-Tropez, avant de conquérir petit à petit des parts dans le marché de la chaussure haut de gamme. Il teste lui-même ses chaussures avant leur commercialisation.
En 2000, Tod's entre en Bourse et en 2004, une première boutique est ouverte en Chine. En 2001, il rachète la marque de chaussures de luxe Roger Vivier et en 2006, la maison de couture Schiaparelli Paris.

### Autres activités
Il est également président honoraire de la Fiorentina, club de football italien[réf. nécessaire].
Défenseur du « Made in Italy » (toute sa production est concentrée à Casette d'Ete, dans la région des Marches), il critique régulièrement les grandes dynasties industrielles du nord de l'Italie qui n'ont plus, selon lui, de priorité nationale dans leur stratégie de croissance, tout comme les connivences entre hommes d'affaires et hommes politiques, en particulier pendant le mandat de Premier ministre de Silvio Berlusconi. Lorsque la crise économique de la fin des années 2000 a touché l'Italie, il a offert une prime de 1000 euros à tous ses ouvriers. Il finance également des écoles et des équipements collectifs dans sa région d'origine. La gauche et les syndicats lui reprochent cependant son « paternalisme archaïque ». Il s'est engagé dans plusieurs œuvres philanthropiques, notamment la rénovation du Colisée de Rome (il a donné 25 millions d'euros, sans défalcation fiscale ou publicité sur le chantier) et de la scène de La Scala de Milan. Il projette l'ouverture d'un vaste parc à thème sur la Cinecitta de Rome (la « Hollywood italienne »).

## Vie privée
Il est marié à Barbara Pistilli, une architecte, qui a notamment réalisé le bâtiment de l'usine principale du groupe Tod's à Casette d'Ete. Ils ont ensemble un fils. Diego Della Valle a également un fils né d'un premier mariage.
Il possède une villa à Capri, deux yachts (dont un, le Marlin, appartenait à John Kennedy) et un hôtel particulier à Paris, près des Invalides.

## Annexe